# Lolo Rico
María Dolores Rico Oliver, conocida profesionalmente como Lolo Rico (Madrid, 21 de marzo de 1935 - San Sebastián, Guipúzcoa, 19 de enero de 2019), fue una escritora, realizadora de televisión, guionista y periodista española.

## Trayectoria

### Inicios
Nació en Madrid en 1935, y durante la guerra civil se trasladó con su familia a San Sebastián. Allí vivió una infancia marcada por la posguerra y el contacto con la lectura y la escritura desde edad temprana.
Comenzó estudios de Bellas Artes, pero los abandonó para dedicarse a la escritura. A la edad de veintitrés años contrajo matrimonio con el empresario del Opus Dei Santiago Alba, y aunque publicó alguna obra infantil estuvo dedicada fundamentalmente a la vida familiar, en lo que calificó de una situación opresiva.A los cuarenta años se separó, quedándose al cargo de sus siete hijos.En esta etapa comienza a trabajar para Radio Nacional de España y dirige y escribe el programa Dola, dola, tira la bola, con el que ganó un Premio Ondas en 1977.En paralelo trabaja para TVE como guionista en programas infantiles como La casa del reloj (1971-1974) y Un globo, dos globos, tres globos (1974-1979), y publica nueve libros infantiles en la década de los setenta.

### La bola de cristal
En 1981 crea y dirige su primer programa de televisión, el espacio La cometa blanca, en el que se emitían sketches, animación propia y actuaciones en directo.Tres años después crea su programa más conocido, La bola de cristal (1984-1988), que se convirtió en uno de los programas más emblemáticos de la década de los ochenta en España.El programa, presentado por Alaska y con Javier Gurruchaga o Pablo Carbonell como colaboradores recurrentes, introdujo elementos innovadores vinculados a la contracultura y la escena de la Movida madrileña y obtuvo una amplia audiencia más allá del público infantil.
La música desempeñó un papel destacado en el programa, que contó con actuaciones de Hombres G, Loquillo, Burning o Mecano, además de los ya mencionados colaboradores, y en él se emitió el primer videoclip musical en España.El programa se producía en el contexto de innovación y transgresión tras el fin del franquismo y la Transición, pero también tuvo choques con la dirección de la cadena por sus posiciones sobre el referéndum de la OTAN o la educación privada.Posteriormente Rico fue nombrada directora de programas infantiles y juveniles de TVE, un cargo que solo ocupó por seis meses.

### Años posteriores y muerte
En las décadas de los noventa y dosmil publicó numerosos libros sobre televisión, incluido El libro de "La bola de cristal" (2003).En 2008 publicó sus memorias Cómo es posible que el tiempo pase tan deprisa y yo no me dé cuenta, y en 2015 protagonizó el documental Lolo Rico: la mirada no inventada.
Falleció de una parada cardiorrespiratoria en San Sebastián, Guipúzcoa, el 19 de enero de 2019, a los 83 años. Fue incinerada y sus cenizas enterradas en el cementerio de Polloe, a pocos metros de la sepultura de Clara Campoamor.Tras su fallecimiento en 2019, sus hijos donaron la biblioteca personal de Lolo Rico, compuesta por más de 5.000 ejemplares de libros, CD y DVD, a la Biblioteca de Navarra.En 2024 se estrenó en el Festival de San Sebastián el documental Los poderes de Lolo, sobre su figura.

## Vida personal
Era madre del filósofo Santiago Alba Rico, de la escritora, guionista y fotógrafa Isabel Alba Rico, del escultor y escenógrafo Nicolás Alba Rico y abuela de Nagua Alba (diputada del Congreso de los Diputados por Guipúzcoa y secretaria General de Podemos Euskadi).
En Barcelona conoció a Carlos Barral, Juan Marsé, Ana María Moix, Jaime Gil de Biedma. Durante una etapa militó en el PCE.

## Obra

### Literatura infantil y juvenil
- Se vende Villacañitas, Ediciones Anaya, 1967. ISBN 978-84-207-0881-2
- Los cuentos del sarampión, ilustraciones de Luis Ignacio de Horna, Ediciones Anaya, 1968, Salamanca. ISBN 978-84-207-0468-5
- Piedras Grises, Editorial Molino, 1971, Barcelona.
- Angelita, la ballena chiquitita, Editorial Miñón, 1975
- El mausito, ilustraciones de José Ramón Sánchez, Editorial Miñón, 1975
- Llorón hijo de dragón, ilustraciones de Miguel Fernández-Pacheco, Editorial Miñón, 1975, Valladolid, ISBN 10: 843550459X
- Josfa, su mundo y la oscuridad, La galera, ISBN-10: 842464512X
- Cuentos del cine, Editorial Miñón, 1976
- Cuentos del teatro, Editorial Miñón, 1976
- Cuentos del circo, Editorial Miñón, 1976
- Cuentos de los juegos, Editorial Miñón, 1976
- Ramón Ge Te, Noguer, 1982, ISBN 84-279-3135-2
- Nikolás Malencovich. Eldragón en el bolsillo, Montena Ediciones, 2006, ISBN::978-84-8441-311-0
- Nikolás Malencovich. Nosotros estamos aquí, Montena Ediciones, 2006, ISBN:978-84-8441-312-7

### Literatura para personas adultas
- ¿Cómo leer un libro?, Lolo Rico y Antonio Mingote, Editorial Magisterio Español, Prensa Española y Editora Nacional, 1975.
- Los hijos: infancia, familia, adolescencia, juventud, adopción. Madrid: Rialp, 1975. ISBN 84-321-1800-1.
- Castillos de arena: ensayo sobre literatura infantil. Granada: Alhambra, 1986. ISBN 84-205-1411-X.
- Si yo fuera rica. Madrid: Espasa-Calpe, D.L. 1993. ISBN 84-239-8612-8.
- T.V., fábrica de mentiras: la manipulación de nuestros hijos. Madrid: Espasa Calpe, 1994. ISBN 84-239-9108-3.
- El buen espectador: cómo ver y enseñar a ver la televisión. Madrid: Espasa Calpe, 1994. ISBN 84-239-7716-1.
- Si tu hijo te pide un libro. Madrid: Espasa Calpe, 1999. ISBN 84-239-7796-X.
- Cómo hacer que tus hijos lean: análisis y recetas. Madrid: Alfaguara, 2003. ISBN 84-204-4406-5.
- El libro de "La bola de cristal". Barcelona: Plaza & Janés, 2003. ISBN 84-01-37838-9.
- Cartas de una madre de izquierdas a una hija de derechas. Barcelona: Plaza & Janés, 2004. ISBN 84-01-30523-3.
- Nosotros estamos aquí!. Barcelona: Montena, 2006. ISBN 978-84-8441-312-7.
- Cómo es posible que el tiempo pase tan deprisa y yo no me dé cuenta. Barcelona: Plaza & Janés, 2008. ISBN 978-84-01-30555-9.

### Traducciones
- Un invierno en la vida de gran oso, de Jean-Claude Brisville. Miñón, 1981
- Discursos y textos políticos, de François Mitterrand, Sociedad General Española de Librería, 1982.
- Consuelo de Saint-Exupèry: la rosa del principito de Paul Webster, Espasa-Calpe, 1993.
- Lo que yo he visto en la prisión de la Santé, de Veronique Vasseur, Hiru, 1999.
- Cartas abisinias, de Arthur Rimbaud, traducción, notas, prólogo y epílogo de Lolo Rico, con la colaboración de Marijose Oliver, Ediciones del Viento, 2010

### Cómic
- El pequeño país: suplemento de El país. Números: 1-15. Madrid: 1981[17]

### Obras colectivas
- Escritores frente a la tortura. Relatos. Álvaro Durán. Carlos Fabetti, Luis L. Lloret, Javier Maqua, Lourdes Ortiz, Ignacio Pastor, Lolo Rico, Juana Salabert, etc., Talasa Ediciones, 1997.
- Escritores sobre el racismo. (Colaboración), Talasa Ediciones y SOS Racismo, 1998.
- Filmoteca infantil: una selección de películas y series (3-12 años), Lolo Rico; Villar Arellano Yanguas (coord.) Caja de Ahorros de Navarra, 2010. ISBN 978-84-96506-21-3.

## Documentales
- Lolo Rico: la mirada no inventada (2015).[18]
- Los poderes de Lolo (2024).[3]

## Premios y reconocimientos
- Premio Ondas 1977 por el programa de radio Dola, Dola, tira la bola, 1977.[19]
- Accésit al Premio Nacional de Literatura Juvenil 1983 por la obra Ramón Ge Te, 1983.[20]
- Premio Ondas por el programa de televisión La Bola de Cristal, 1986.[21]
- Premio TP de Oro por La Bola de Cristal, 1986.[22]
- Premio Talento de la Academia de las Ciencias y las Artes de Televisión, 2001.[23]
- Premio Honorífico del Festival de Cine para la Infancia y la Juventud 2009.[24]
- Premio Tu est la tele, Festival Europeo de Cine para Televisión Zoom, 2010.[25]
- Miembro de la Academia de las Ciencias y las Artes de la Televisión española.[26]
- Miembro de la Academia de las Ciencias y las Artes de la Televisión de Estados Unidos[27]